# Acrocephalus
Acrocephalus là một chi chim trong họ Acrocephalidae.

## Các loài
Có 42 loài được ghi nhận trong chi:
- Acrocephalus aequinoctialis
- Acrocephalus agricola
- Acrocephalus arundinaceus
- Acrocephalus atyphus
- Acrocephalus australis
- Acrocephalus bistrigiceps
- Acrocephalus brevipennis
- Acrocephalus caffer
- Acrocephalus concinens
- Acrocephalus dumetorum
- Acrocephalus familiaris
- Acrocephalus gracilirostris
- Acrocephalus griseldis
- Acrocephalus hiwae
- Acrocephalus kerearako
- Acrocephalus melanopogon
- Acrocephalus mendanae
- Acrocephalus newtoni
- Acrocephalus orientalis
- Acrocephalus orinus
- Acrocephalus paludicola
- Acrocephalus palustris
- Acrocephalus percernis
- Acrocephalus rehsei
- Acrocephalus rimitarae
- Acrocephalus rodericanus
- Acrocephalus rufescens
- Acrocephalus schoenobaenus
- Acrocephalus scirpaceus
- Acrocephalus sechellensis
- Acrocephalus sorghophilus
- Acrocephalus stentoreus
- Acrocephalus syrinx
- Acrocephalus taiti
- Acrocephalus tangorum (đôi khi được tích hợp vào A. agricola)
- Acrocephalus vaughani
- †Acrocephalus astrolabii
- †Acrocephalus longirostris
- †Acrocephalus luscinius
- †Acrocephalus musae
- †Acrocephalus nijoi
- †Acrocephalus yamashinae

## Hình ảnh

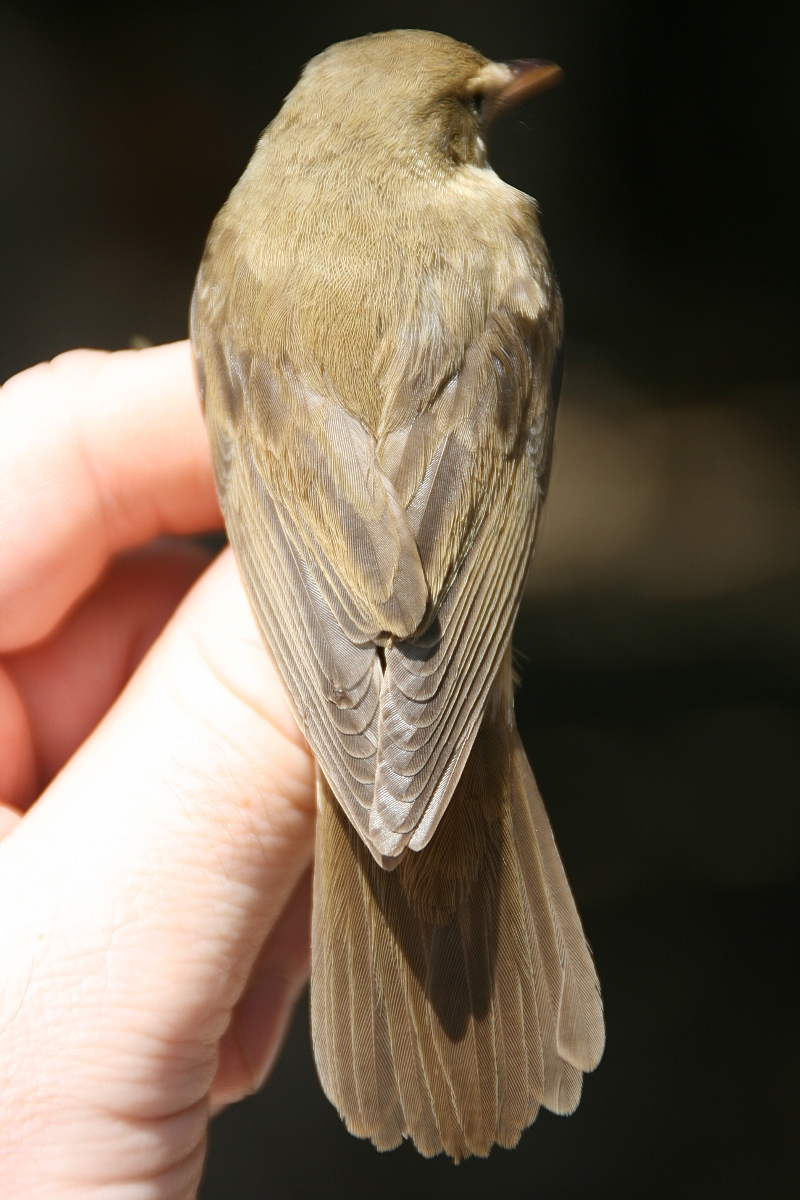
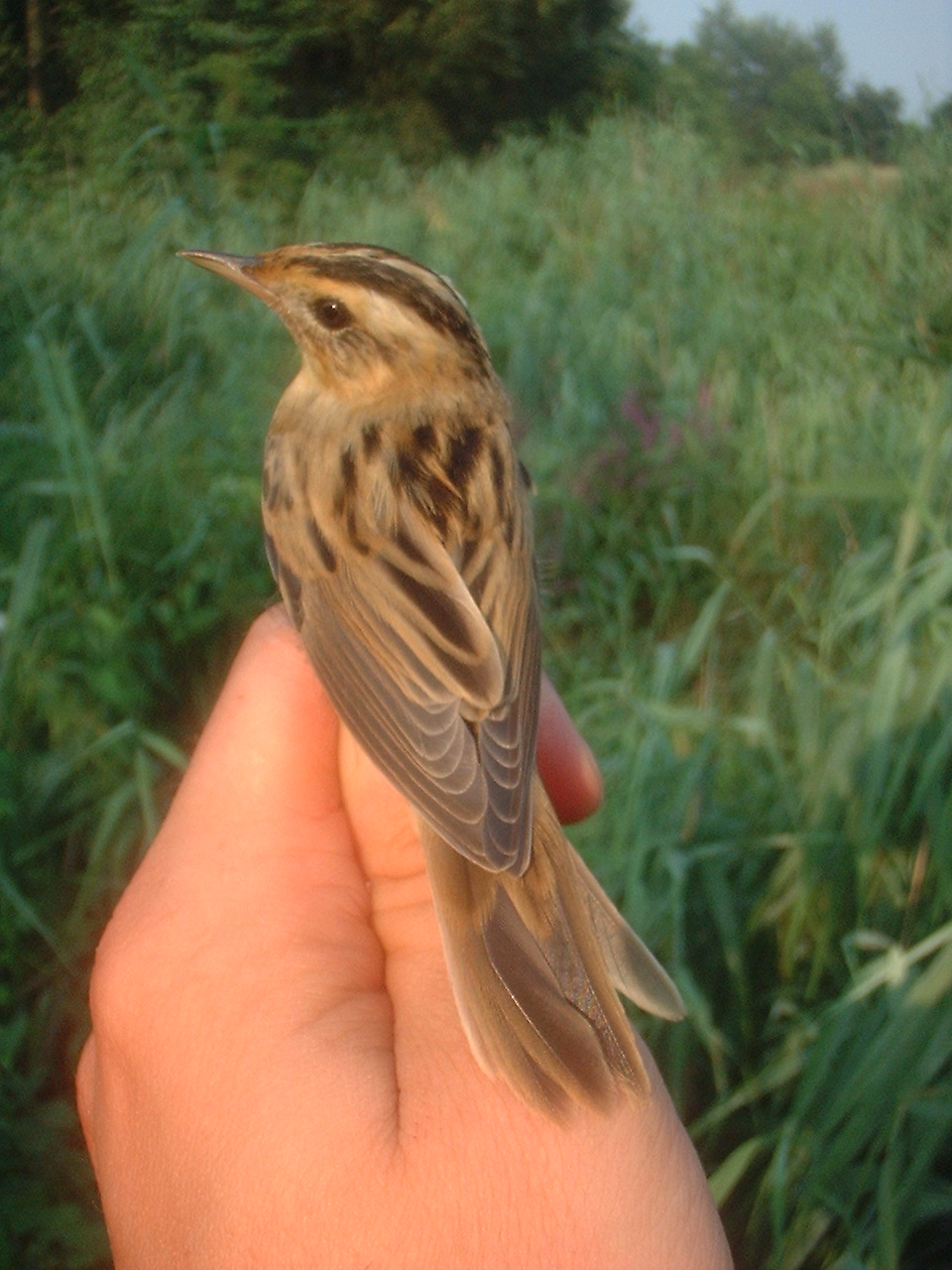
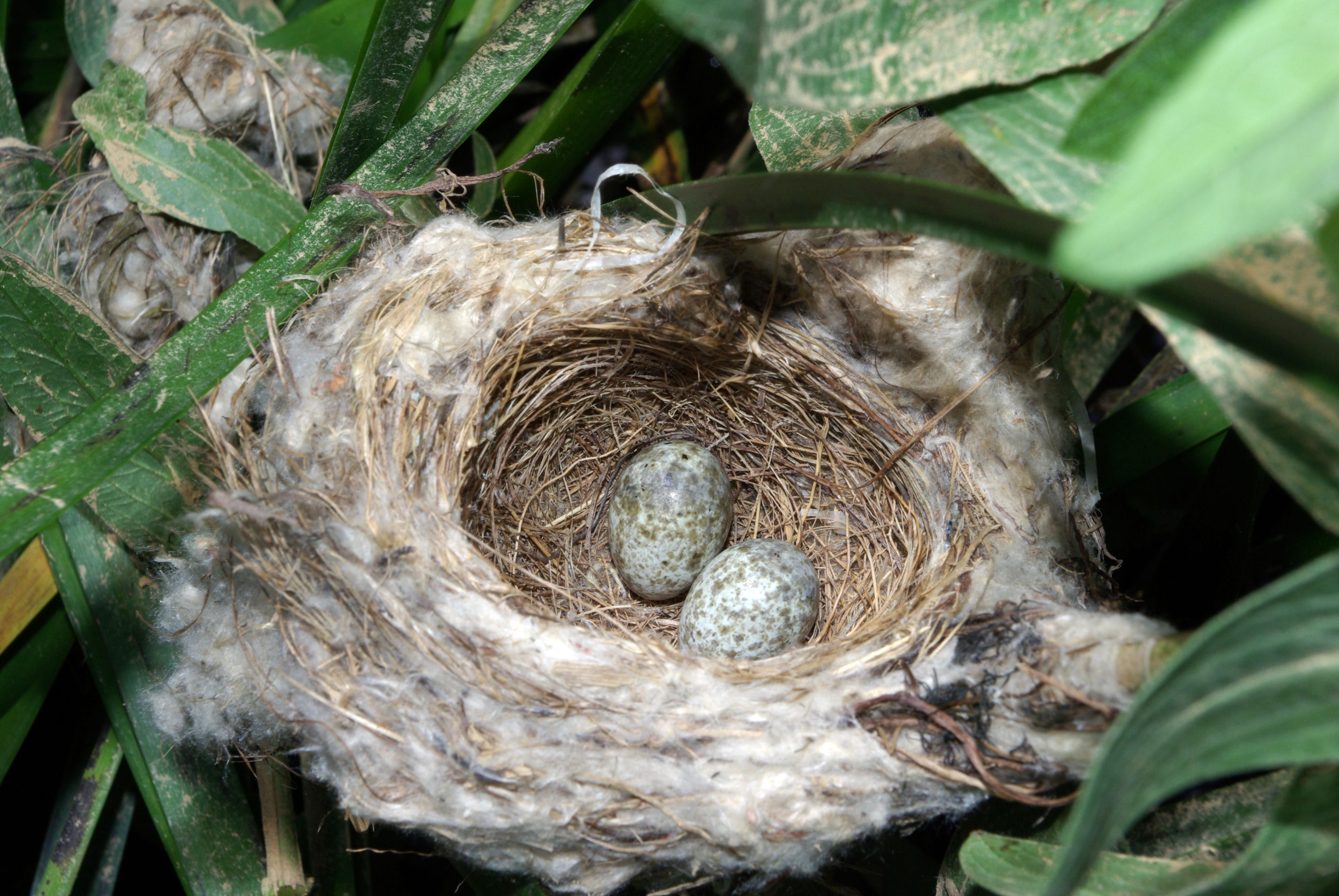
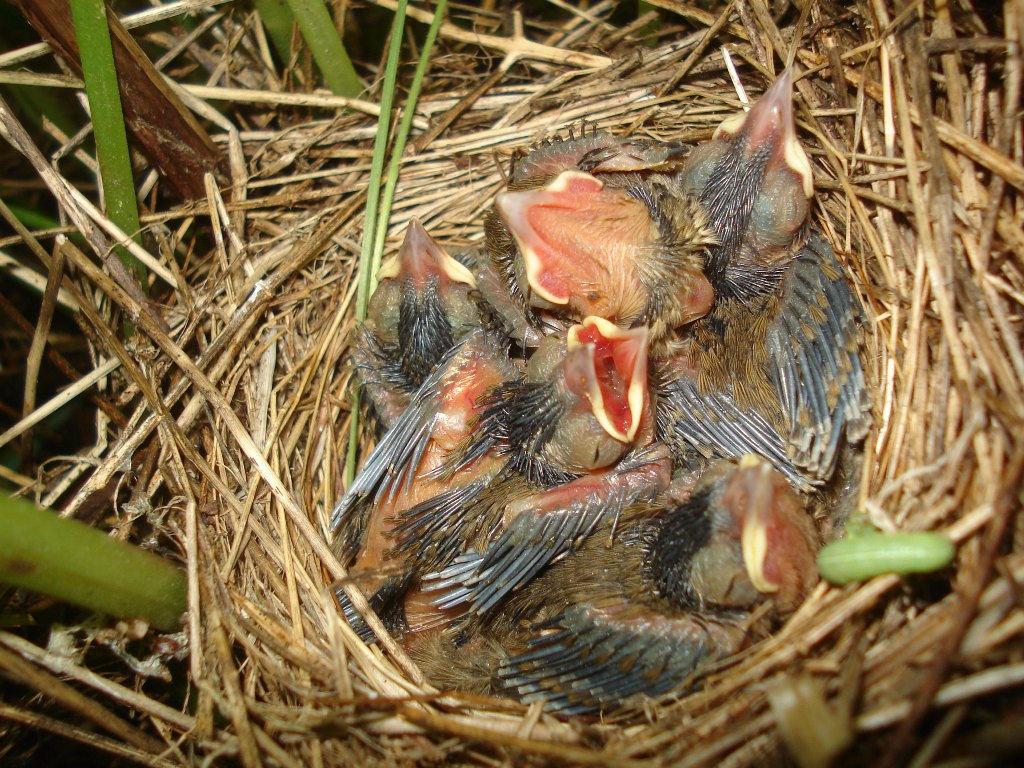
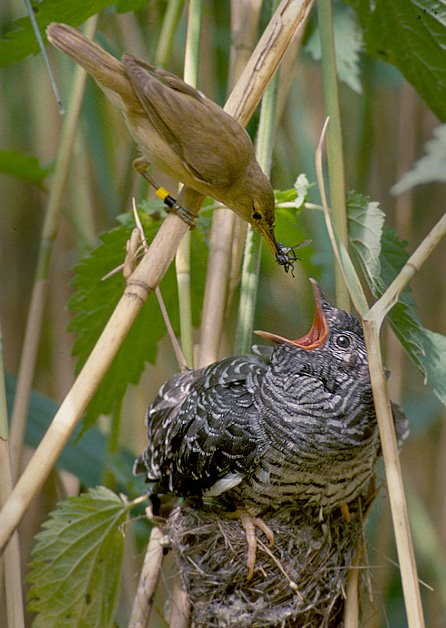
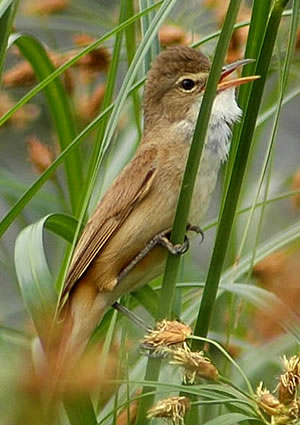